# József Erdélyi
József Erdélyi (Újbátorpuszta, 30 dicembre 1896 – Budapest, 4 ottobre 1978) è stato un poeta ungherese.

## Biografia

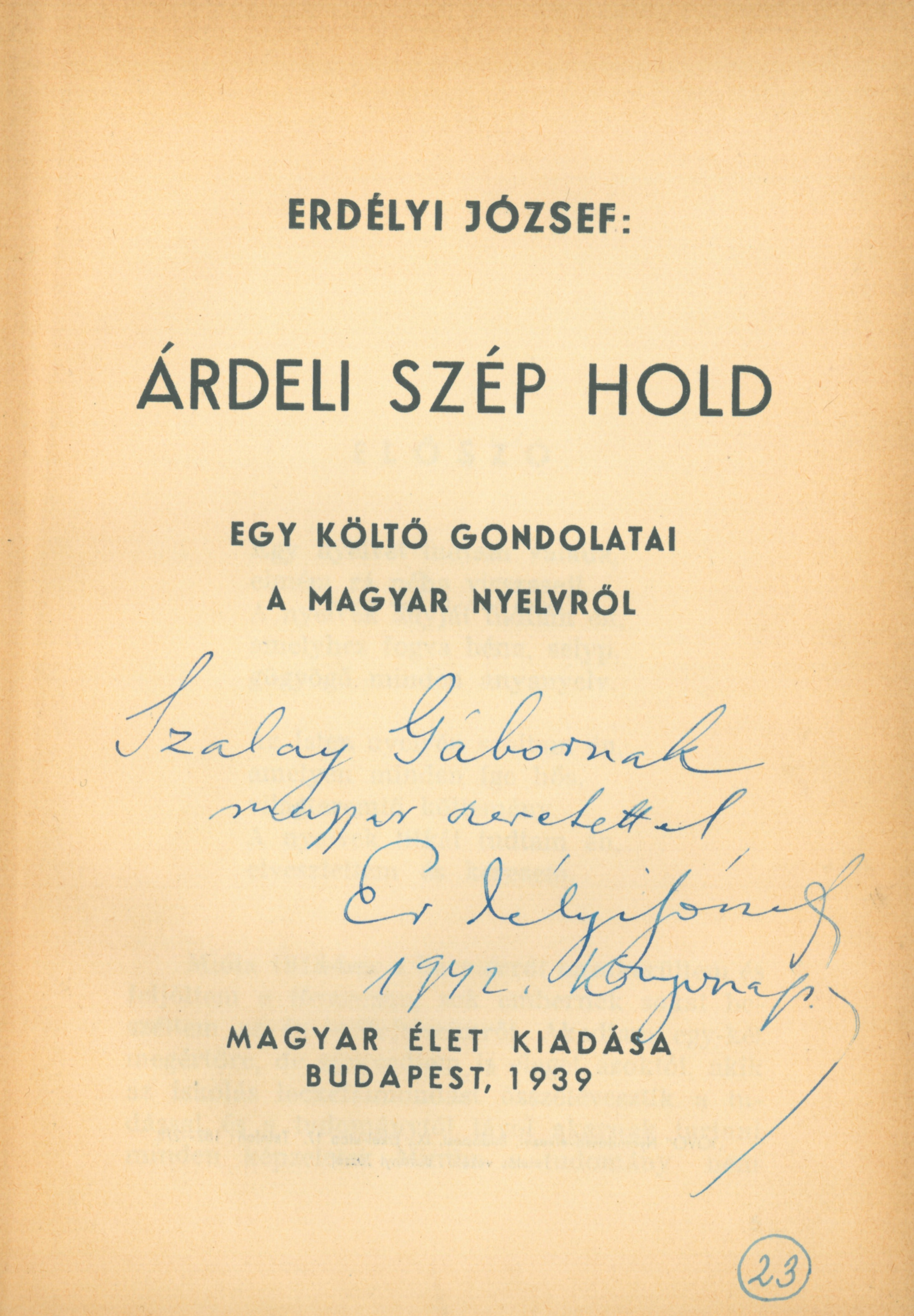
Árdeli szép hold, 1939

Figlio di un bracciante agricolo, cominciò a poetare giovanissimo, incoraggiato dalla madre.
Fortemente attaccato alle sue origini e al mondo semplice della puszta, fu profondo cultore del canto popolare magiaro, da cui ha desunto modi e inflessioni, trasferendoli nelle sue liriche, e quindi diventò esponente di riguardo della corrente poetica nazional-popolare che, sulle orme di Sándor Petőfi e J. Arany, illustrò i sentimenti della gente di campagna nelle sue opere, Ibolyalevél (Foglie di viola, 1922); Világ végén (In capo al mondo, 1924); Emlék (Ricordo, 1940); Villám és virág (Fulmine e fiore, 1941), inserendovi elementi di simbolismo.
Assieme ad altri intellettuali ungheresi degli 'anni trenta', D. Szabó tra i primi, fu l'animatore di un movimento per la riscoperta e lo studio delle tradizioni folcloristiche regionali.
Abbandonò poi improvvisamente le sue posizioni per passare all'estrema destra, scrivendo versi antisemiti, e fu condannato, alla fine della guerra, per collaborazionismo. Delle sue esperienze parlano le raccolte di liriche Visszatérés (Ritorno, 1954) e Csipkebokor (Cespuglio di rosaspina, 1955).
Fautore sempre di ideali estremistici, talvolta sociali e in alcuni casi razziali, patì la prigione tanto sotto il regime di Horthy quanto sotto quello di Rákosi.

## Opere
- Ibolyalevél (Foglie di viola, 1922);
- Világ végén (In capo al mondo, 1924);
- Emlék (Ricordo, 1940);
- Villám és virág (Fulmine e fiore, 1941);
- Visszatérés (Ritorno, 1954);
- Csipkebokor (Cespuglio di rosaspina, 1955).